# Internationaler Schachtag
Der Internationale Schachtag (auch Internationaler Schach-Tag) ist ein internationaler Aktionstag, der jährlich am 20. Juli gefeiert wird. Es handelt sich dabei auch um den Gründungstag der FIDE, des internationalen Schachverbandes (20. Juli 1924).
Die Idee, diesen Tag zu feiern, wurde von der UNESCO vorgeschlagen und seit 1966 verwirklicht, nachdem der Tag von der FIDE etabliert wurde. Die FIDE organisiert an diesem Tag weltweit zahlreiche Veranstaltungen und Wettbewerbe. Dem ehemaligen FIDE-Präsidenten Kirsan Iljumschinow zufolge wurde der Tag 2013 in 178 Ländern gefeiert.